# История Астрахани

## Багдадское посольство 922 г. в районе современной Астрахани
Ранее считалось, что в 921—922 году посольство багдадского халифа посетило волжских булгар на территории современного Татарстана. Но реконструкция маршрута посольства по отчёту его секретаря Ахмеда ибн Фадлана выявила, что ибн Фадлан в Среднем Поволжье не был, а конечная точка посольства и месторасположение зимней ставки болгар — это нынешнее село Три Протока у восточной окраины Астрахани.

## Первые упоминания о городе
Предполагается, что город возник примерно во второй половине XIII века. М. Г. Сафаргалиев полагал, что основание города произошло именно в это время, когда «правящая верхушка Золотой Орды приняла новую религию — ислам, и мусульманское духовенство стало получать от ханов различные привилегии».
Согласно общепризнанной точке зрения, первое упоминание Хаджи-Тархана в письменных источниках встречается в записках арабского путешественника Ибн Баттуты, который посетил этот город вместе с Узбек-ханом в 1333 году. Средневековые карты помещают Хаджи-Тархан на западном берегу Волги, несколько выше центра нынешней Астрахани. Сегодня остатки города фиксируются археологически на городище «Шареный бугор».

## Город в эпоху Золотой Орды
Находясь на пересечении торговых путей, город достаточно быстро стал центром торговли Золотой Орды. В XIII—XIV вв. Хаджи-Тархан был крупным узлом транзитной торговли на караванном пути Восток — Запад. Караваны с восточными товарами прибывали сюда из Сарая и отправлялись дальше по двум направлениям: на юг — в предкавказские степи, через Дербентский проход в Закавказье и на запад — в Азак, где их ждали венецианские и генуэзские купцы. Иосафато Барбаро особо отмечает, что все специи и шелк поступали в XIV в. в Азак и находившуюся здесь итальянскую торговую колонию через Хаджи-Тархан.
Город был выстроен из обожжённого и сырцового кирпича. Судя по материалам раскопок, в городе были развиты гончарное производство, металлообработка и ювелирное ремесло.
Вот что писал Мухаммед Ибн-Баттута в 1333 году[уточнить]:

«Мы отправились в путь с султаном и со ставкою и прибыли к городу Хаджитархану (Астрахани) … Это один из лучших городов, с большими базарами, построенный на реке Итиле, которая одна из больших рек мира. Султан остаётся здесь до тех пор, пока усиливается стужа и эта река замерзает. Замерзают и соединённые с нею воды. Потом он приказывает жителям этого края привезти несколько тысяч возов соломы, который они кладут на лёд, сплотившийся на реке. По этой реке и соединённым с нею водам ездят в арбах на расстоянии 3 дней пути. Часто по ней проходят караваны, несмотря на конец зимней стужи, но при этом тонут и погибают.»

Зимой 1395 года к городу начали подходить войска Тимура. В летописях отмечается, что население для защиты города со стороны Волги из кусков толстого льда выстроило значительную стену. Однако власти города решили сдать город без боя. Тимур отдал город войскам на разграбление, затем поджег его и разрушил. После чего Хаджи-Тархан, по словам венецианского дипломата и путешественника, Иосафата Барбаро, представлял собой «почти разрушенный городишко».

## Город в эпоху Астраханского ханства
Хаджи-Тархан был вновь отстроен и с образованием Астраханского ханства в 1459 году стал его столицей. Побывавший в XV веке в Хаджи-Тархане венецианец Контарини, Амброджо пишет о явных следах упадка города: «Домов там мало, и они глинобитные, но город защищен низкой каменной стеной. Видно, что совсем недавно в нём ещё были хорошие здания». Далее он пишет:

«Город Цитрахан (Citrachan) принадлежит трем братьям; они сыновья родного брата главного хана (Ахмеда), правящего в настоящее время татарами, которые живут в степях Черкесии и около Таны. Летом из-за жары они уходят к пределам России в поисках прохлады и травы. Зимой эти три брата проводят несколько месяцев в Цитрахане, но летом они поступают так же, как и остальные татары.»

Около 1469 года город посетил Афанасий Никитин, упомянувший его в своих путевых записках «Хожение за три моря».
В первой половине XVI в. Астрахань в силу своего удачного географического положения начинает привлекать внимание Турции, Крымского ханства, Ногайской Орды и является своеобразным «яблоком раздора» между ними. К 1533 г. в Астрахани образовалась при дворе так называемая «русская партия», активно подкупаемая Московским правительством и служащая проводником московского влияния. В результате, в 1533 г. Астраханское ханство заключило с Московским государством торгово-политический договор о союзе и взаимопомощи. Далее с 1537 г. по 1552 г. ханы сменяли друг друга 4 раза.
В 1552 году к власти в Астраханском ханстве приходит враждебно настроенный к Руси крымский ставленник, хан Ямгурчей. Для его свержения Царь Иван Грозный выслал в поход на Астрахань 30 тысяч стрельцов на галерах во главе с князем Юрием Пронским, которые после небольшой стычки в 1554 году захватили Астрахань. На ханство поставили Дервиш-Али, который прежде был свергнут Ямгурчеем, и который поклялся в верности Москве. Однако Дервиш-Али, вступив в союз с крымчанами, перебил про-московски настроенных людей в своём окружении, а затем напал на московский отряд. Тогда Иван Грозный весной 1556 года снова послал служивых людей в поход. На этот раз ханство было ликвидировано, территория его была включена в состав Московского государства, все население принесло присягу московскому царю на верность. Так закончилась очередная эпоха в истории города.

## Становление русской Астрахани
В марте 1556 году, получив от ногайского князя Измаила сообщение об измене астраханского «царя» Дербыша, в союзе с Крымом выбившего из Астрахани московского представителя Леонтия Мансурова, Москва посылает «подмогу» для «астраханского дела» — стрелецкую рать под командой головы Ивана Черемисинова «с его стрельцы» и Михаила Колупаева «с казаки». Подойдя к городу, воеводы никого там не обнаружили: «Царь из Астрохани побежал, а город выжег». После этого «Иван и Михайла» обосновались в захваченной татарской Астрахани, и укрепили её. О том, какой была татарская Астрахань и её укрепления к тому времени, можно судить по отрывку из Разрядной книги: «А как государевы воеводы на Астрахань приходили, и было в Астрахани два города плетёны в комышу да насыпаны землею». Очевидно, именно потому, что «уничтожить такую степную крепость с помощью артиллерии и огня было очень легко», Черемисинов стал искать место для новой крепости и уже весной 1558 г. В Астрахань отправляется И. Г. Выродков для строительства крепости. В 1636 году Адам Олеарий застал в Астрахани праздник основания города, который местные жители торжественно отмечали 1 августа. Свидетельство Олеария означает, что именно в этот праздничный день 1558 года (через 2 недели после прибытия Выродкова, ушедшие на ознакомление с местностью и разметкой плана будущей крепости на земле) состоялся чин закладки города.
Летом 1559 года, возвращаясь из Бухары, Антони Дженкинсон застал Астрахань уже стоящей «на острове, на высоком берегу с замком внутри города, обнесенным земляным валом и деревянными стенами»
Астрахань в расхожем мнении приобрела значение «ключевого пункта на волжском пути», «оплота и наблюдательного пункта среди беспокойного кочевого населения». Однако забытое первоначальное назначение русской Астрахани, основанной в 1558 году как опорный пункт для войны с Крымом, решительно меняет это представление. Такая функция, несомненно, определяла иной, чем представлялось до сих пор, ранг Астраханской крепости, её масштаб, структуру, характер укреплений, иной уровень ставившего крепость мастера.
Русская Астрахань стала для Московии не только мощным военным форпостом на юго-востоке, но и главными торговыми «воротами» в Азию.
Под стены деревянной Астрахани уже в первое её десятилетие приходили из «коренной Руси» каждое лето «до 500 судов больших и малых» за природными богатствами Нижней Волги и Прикаспия — «минеральной солью и осетрами»
Так в 1580 году появляется первое упоминание о гостиных дворах в Астрахани: «Там тезики или персидские купцы обыкновенно останавливаются со своими товарами»
Архитектура этих сооружений несет в себе восточную составляющую, являет древний композиционный тип караван-сарая. Их место в градостроительной системе городского центра связано с древнейшей традицией расположения сооружений такого назначения вне стен цитадели города, близ её главных ворот. Важно, что дошедшие до нас в относительно хорошем состоянии, они существуют сегодня в аутентичной архитектурно-градостроительной среде.
Уже в 1569 году на Астрахань организуется крымско-турецкий поход во главе с крымским ханом Девлет-Гиреем и пашой Касимом. Соединившись в августе у Переволоки, войска паши Касима и Девлет-Гирея двинулись на город. Первоначально предполагалось, что в атаке на город ещё будет участвовать турецкая флотилия. Однако до города она не дошла из-за сильного шторма. В сентябре 1569 года крымско-турецкое войско достигло территории, где располагался Хаджи-Тархан, и разбило там лагерь. Новую Астрахань планировалось взять с помощью подрыва крепостной стены и подкопа, но осуществить задуманное помешали русские войска, которые доблестно сражались за город. Быстро взять Астрахань не удалось и крымско-турецкие войска отступили. Причинами не продолжать атаку стали нежелание зимовать в старом Хаджи-Тархане, опасение приближения основных русских войск и начавшиеся разногласия между Касимом и Девлет-Гиреем. В итоге 26 сентября паша Касим отдал приказ своим войскам отходить к Дону, а в 1570 году турецкий султан Селим отказался от всяких претензий на Астрахань.
В 1580—1620 годах сооружены каменные стены с башнями.
Дон-Хуан Персидский, прошедший в составе персидского посольства через Астрахань в 1599 году, оставил такую заметку:
«В Астаркане 5000 жителей. Все дома их деревянные, только крепость, очень сильная, где живёт главный начальник, выстроена из камня; стены её значительной высоты и толщины. Она охраняется весьма бдительно множеством ратников, и доступ в неё можно получить только по особому разрешению… собственно татары бродят по полям, как бедуины, и только христиане-московиты населяют застроенные места… Сюда съезжается множество купцов из Московии, Армении, Персии и Турции. Главный предмет его торговли — соль.»

Как указывалось в конце XIX в. в ЭСБЕ, 
Вначале заселение Астрахани шло быстро: отдалённость края, привольное житье и потребность в рабочих руках привлекли массы русских переселенцев, образовавших вокруг города и крепости слободы — Сианову, Безродную, Теребиловку, Солдатскую, Ямгучерееву (или Огурчеево) и т. д., а торговое сношение и соседство с Востоком дало Астрахани самое пёстрое население, состоявшее из смеси азиатских пришельцев из разных мест, с незначительною примесью еврейского элемента. Поселившиеся в окрестностях города татары образовали Татарскую, а армяне — Армянскую слободы. В окрестностях города, как и в настоящее время, встречались кибитки калмыков и киргизов, прикочёвывавших к городу со скотом для его продажи. К первым переселенцам из Азии следует отнести индийцев, которые с течением времени образовали общество от 300 до 400 человек; в настоящее время в Астрахани нет ни одного индийца.
В XVII веке Астрахань была важным центром морского судостроения. Специальное государственное учреждение Деловой двор занималось строительством судов и мореплаванием на Каспийском море. Флотилия речных и морских есаульных стругов несла службу по охране судоходства. Основным типом русских торговых судов были бусы — остроносые, круглодонные суда с одним или двумя парусами грузоподъемностью до 200 тонн с одной или двумя пушками для обороны. Пётр I же объявил каспийские бусы «старомодными судами» и велел строить новый флот по голландскому образцу. В результате бусы попросту сожгли, уничтожив весь русский торговый флот на Каспии. Новые же корабли по голландскому образцу, изготовили с грубым нарушением технологии — из сырого дерева, отчего они в течение 30 лет пришли в полную негодность.

## Бунты в Астрахани
Беглые люди на Руси устремлялись на юг, где не так сильна была царская власть и где можно было укрыться в лихих казацких шайках. В Астрахань заносило людей свободных, кормившихся вольными промыслами. Они поддержали восстание И. Болотникова и в июне 1606 года взяли власть в Астрахани в свои руки. Отряд повстанцев из Астрахани двинулся на соединение с главными силами в центральную Россию, но был разбит царскими войсками.
В 1670 году Степан Разин, ставший легендой ещё при жизни, взволновал всё Поволжье против царской власти. В июне он с 12-тысячным войском подошел к Астрахани, где до того год назад прошёл он с великой славой, возвращаясь из персидского похода. Астраханская крепость имела сильный гарнизон и сотни пушек. Однако простой люд впустил Разина в город, а солдаты перешли на его сторону. Свидетелем этих событий стал Ян Стрейс, парусных дел мастер, оказавшийся в городе в столь неудачный момент. Он с группой товарищей бежал ещё до падения Астрахани. Представляет интерес его описание города (Третье путешествие, Гл.12):
«Он окружён толстой каменной стеной, на которой стоят 500 металлических пушек. В городе всегда сильный гарнизон для защиты от татар и казаков. С внешней стороны из-за множества башен и церковных глав Астрахань выглядит весьма красивой. Это отличный торговый город, где торгуют не только бухарские, крымские, ногайские и калмыцкие татары, но также персы, армяне, индусы; приезжающие в Астрахань по Каспийскому морю на кораблях… Здесь растут в изобилии арбузы, яблоки, груши, вишни и многие другие фрукты. Встречается также отличный крупный виноград, с ягодами больше сустава на пальцах руки… Туземным или ногайским татарам не дозволяется жить в городе, и они должны селиться за его чертой, им также запрещают обносить свои жилища стеной или валом… Рыба и мясо продаются за ничтожную цену… Только водка здесь очень дорога… но русские не берегли и не считались со своими деньгами, и им пришлось испытать нужду и недостаток в других вещах.»
Восставшие перебили всех представителей власти, имущество дворян и купцов разделили между собой. С уходом Разина предводителем народа в Астрахани стал казак Василий Ус. После его смерти от болезни атаманом избрали Федора Шелудяка. Степана Разина казнили в июне 1671 в Москве, но Астрахань ещё держалась против царских войск.
Только 27 ноября 1671 года войска воеводы И. Б. Милославского вошли в город, сданный повстанцами на условиях помилования. Милославский сдержал слово, но прибывший через несколько месяцев князь Одоевский устроил жестокую расправу, особо не разбираясь, кто виновен в бунте.

### Астраханское восстание
В петровское время, в июле 1705 года в Астрахани снова вспыхнул бунт. Поводом послужил указ о запрещении русского платья и ношения бород, который проводился в Астрахани самыми варварскими способами. Восставшие стрельцы убили офицеров и ненавистного воеводу Т. Ржевского, собрали сход, выбрали совет старейшин, поделили имущество «начальных людей». Попытка повстанцев распространить восстание дальше пределов Астраханского края не увенчалась успехом. В марте 1706 года фельдмаршал Б. П. Шереметев осадил Астраханскую крепость, и жители города сдались на царскую милость. Шереметев объявил, что вина их предаётся забвению, и что отныне они по-прежнему должны верно служить царю. Вскоре было казнено и умерло от пыток 365 участников восстания, многие отправились в Сибирь. Когда Пётр I в 1722 нанёс визит в Астрахань, ничего не напоминало о былом вольнодумстве астраханцев.

## Армяне в Астрахани
В конце 1620-х годов в Астраханском крае появляются первые городки-крепости. В 1627 году в 250 верстах севернее Астрахани построена небольшая крепость Чёрный Яр, в 1665—1667 годах — крепость Красный Яр к востоку от Астрахани.
Географическое расположение Астрахани на границе Европейской России и на большом водном пути, дающем выход в Персию и Индию, определило её значение как важного центра российской внешней торговли. В XIII веке в городе имелась значительная армянская колония. С развитием Астрахани в город обосновываются иностранные купцы — персы, армяне, индийцы. Первыми здесь в царствование Михаила Фёдоровича (по различным данным, в конце XVI—начале XVII веков) поселились армяне, игравшие ведущую роль в астраханской торговле вплоть до 1830-х годов.

Как указывается в ЭСБЕ, 
В последние годы царствования Иоанна IV торговые договоры Московского двора в 1563 году с шемахинским царем, а в 1567 и 1569 годах с бухарским владетелем вызвали более оживленные торговые связи с этими государствами, а также прилив торговых людей в Астрахань — из Шемахи, Бухары, для которых выстроены были караван-сараи, носившие название дворов: гилянского, бухарского, индийского и т. д. В царствование Алексея Михайловича торговля с Персиею приняла большие размеры для того времени, чему много способствовали льготы, дарованные персидским шахом Аббасом II русским торговым людям. В это время на торговой арене А. являются армяне, забравшие в свои руки всю её внешнюю торговлю. Главным товаром, привозимым из Персии, был шелк-сырец, торговля которым передается в руки армян, образовавших в 1667 году Джульфинскую К°
Российское правительство обязывалось снабжать армянские караваны «для безопасности от разбоев стругами и провожатыми людьми из Астрахани до Москвы».
Армянские купцы также содержали фабрики и мастерские по изготовлению сафьяна и тканей из хлопка и шелка.
К середине XVII века армяне в Астрахани имели своё кладбище, в начале XVIII века армяне обратились к царю о разрешении на строительство первой каменной церкви вместо деревянной. Церковь была построена к 1730 году (к концу XIX века в Астрахани действовало уже 5 армянских церквей). В это же время армянские купцы в Астрахани начинают строить особняки, покупают готовые дома.
К середине XVIII века армянское население города составляло около 800 человек. Однако уже в 1770-е годы, после переселения А. В. Суворовым армян из Крымского ханства в Нор-Нахичевань (ныне часть Ростова-на-Дону) и Астрахань, число армян в Астрахани выросло примерно до 2000 человек. Им принадлежало до 300 домов — примерно десятая часть от всех домов Астрахани. В 1774 году местные власти получили разрешение принимать армян в российское подданство.
В промежутке с августа 1769 по июнь 1770 года в городе побывал немецкий путешественник и натуралист Самуил Георг Гмелин, который отмечал наличие армянского гостиного двора в центре крепости близ Спасского монастыря. По его словам армяне жили возле канала. От Решетчатых ворот до канала была сделана дорога ведущая в Армянскую слободу. В городе было две граничащих друг другом армянских слободы. Через обе слободы протекал канал. Одна находилась южнее канала; другая севернее канала в восточной части крепости упиралась в реку Кутум ). Во время пожара 1768 года пострадали примыкающие к каналу дома армян двух армянских слобод. Среди армянских домов у канала, которых пожар не тронул, располагался католических монастырь. В связи с чем Гмелин отмечал что в городе  исповедовала католичество 91 армянская семья. Так же в городе имелась слобода, названная Кузнецким рядом, которая получила свое название от принадлежавших русским (в источнике россиянам) и армянам кузниц. В углу крепости находился Армянский базар, где вели торговлю армяне. Согласно описанию Гмелина  в городе было две армянские церкви. За армянским базаром напротив угла крепости находилась странная кирпичная армянская церковь. Между каналом и церковью находились четыре армянские улицы, еще три улицы были растянуты (на восток) до бугра где река Кутом его опоясывает и расширяется. Так же автор отмечает новую армянскую церковь построенную на армянский вкус в армянской слободе главой астраханских армян Сергеем Ивановым. В Астрахани армяне жили не только в своих кварталах, но и среди других национальностей. Вблиз церкви Николая Чудотворца вперемешку с русскими домами находились и армянские. Возле церкви Святой Троицы по правую сторону стояли солдатские дома и казармы, а по левую армянские дома. В армянской слободе находилась и Армянская ратуша Согласно Гмпелину армянское Кладбище находилось рядом с лютеранским и католическим кладбищами, и располагалось на Казачьем бугре. При крепости имелась армянская башня
К началу XIX века в Астрахани формируются купеческие фамилии, среди которых и армянские — это нефтепромышленники Лианозовы, владельцы рыбных промыслов Агабабовы, мельниц — Агамовы и другие. Армяне также занимаются животноводством, бахчеводством и садоводством.
В 1810 году с царского соизволения в Астрахани на средства Николая Агабабова было открыто первое армянское учебное заведение — народное училище для армян (впоследствии Астраханское армянское Агабабовское уездное училище). В 1818 году в реорганизованном Агабабовском училище, объединённом с епархиальным, стали преподавать армянский язык, литературу, армянскую историю и закон Божий. С 1815 года было начато издание газеты «Восточные ведомости» на армянском языке. Указом от 17 сентября 1847 года для армян Астрахани было определено самоуправление и судопроизводство.
Согласно воспоминаниям  Иоганна Бларамберга в 1836 году большинство жителей Астрахани в те времена были армяне или смесь русских и армян
По информации ЭСБЕ, в 1888 году население Астрахани составляло 73 710 человек, в том числе армян — 6222 человека.
В июле 1916 года в духовной жизни армян Астрахани произошли изменения. Глава грузинской епархии армянской церкви  епископ Месроп Тер-Мовсисян был переведен на должность главы астраханской епархии армянской церкви. В свою очередь  глава астраханской епархии епископ Мхитар Тер-Мкртчан стал главой грузинской епархии ААЦ

## Астраханский расстрел
10 марта 1919 года рабочие заводов «Вулкан», «Этна», «Кавказ и Меркурий» прекратили работы и начали мирный митинг, обсуждая своё тяжёлое материальное положение. Десятитысячный митинг был оцеплен вооружёнными войсками. После отказа рабочих разойтись по ним открыли огонь. Командовал расстрелом член Реввоенсовета К. А. Мехоношин.